# 川田正則
川田 正則（かわた まさのり、1923年3月20日 - 1986年12月30日）は日本の政治家、元衆議院議員（3期）。

## 略歴
- 旧制旭川中学校を経て、中央大学法学部入学
- 1943年（昭和18年） - 学徒出陣
- 1946年（昭和21年） - 中央大学法学部卒業
- 1947年（昭和22年） - 旭川市役所入所
- 1968年（昭和43年） - 松浦周太郎元衆議院議員秘書
- 1976年（昭和51年） - 引退した松浦周太郎の地盤を引き継ぎ[1]第34回衆議院議員総選挙初当選
- 1979年（昭和54年） - 第35回衆議院議員総選挙次点
- 1980年（昭和55年） - 第36回衆議院議員総選挙当選
- 1983年（昭和58年） - 第37回衆議院議員総選挙次点
- 1986年（昭和61年）7月6日 - 第38回衆議院議員総選挙当選
  - 7月23日 - 衆議院建設委員・法務委員
  - 12月30日 - 入院先の虎の門病院で死去した。63歳没。翌1987年1月9日、特旨を以て位を八級追陞され、死没日付をもって正五位勲三等に叙され、旭日中綬章を追贈された[2]。また、旭川功労者として表彰された。
- 1987年（昭和62年）
  - 追悼演説は2月17日の衆議院本会議で、安井吉典により行われた[3]。